# Оке Берґквіст
Оке Берґквіст (швед. Åke Bergqvist, 29 серпня 1900 — 7 березня 1975) — шведський яхтсмен.
Олімпійський чемпіон 1932 року в класі 6 метрів.